# Брунс, Николаус
Николаус Брунс (нем. Nicolaus Bruhns; 1665, Швабштедт, Германия — 29 марта 1697, Хузум, Германия) — немецкий композитор и органист, представитель северонемецкой органной школы.

## Биография

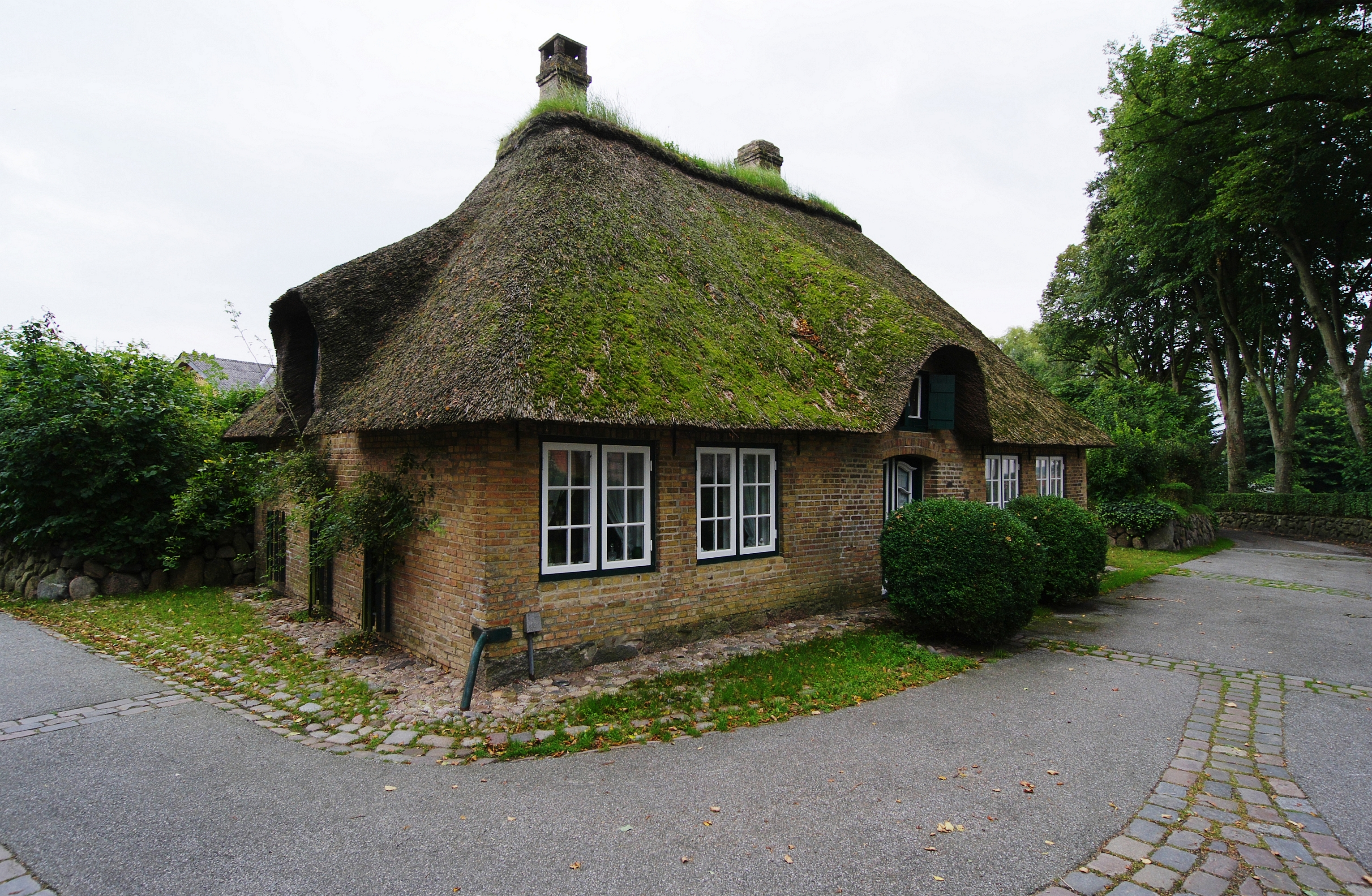
Дом Николауса Брунса в Швабштедте

Брунс происходил из семьи музыкантов земли Шлезвиг-Гольштейн. Его дед Пауль был лютнистом и музыкантом. Отец Николауса, Пауль Брунс, был органистом в Швабштедте, где женился на дочери своего предшественника. Сперва обучался музыке у своего отца, позже изучал композицию под руководством Дитриха Букстехуде. При содействии Букстехуде получил должность придворного скрипача и композитора в Копенгагене. В 1689-97 годах городской органист Хузума.
При жизни был известен, главным образом, как органист, но также играл на скрипке, аккомпанируя себе на педальной клавиатуре органа. Сочинял духовные кантаты, музыку для органа. 
О Брунсе высоко отзывался Иоганн Себастьян Бах, как сообщает его сын, Карл Филипп Эммануил.

## Работы

### Вокальные
- Die Zeit meines Abschieds ist vorhanden
- Der Herr hat seinem Stuhl im Himmel bereitet
- Jauchzet dem Herren, alle Welt
- De profundis
- Mein Herz ist bereit
- Wohl dem, der den Herren fürchtet
- Paratum cor meum
- Ich liege und schlafe
- Muss nicht der Mensch
- O werter heil’ger Geist
- Hemmt eure Tränenflut
- Erstanden ist der heilige Christ

### Инструментальные

#### Для органа
- Прелюдия ми минор "Большая"
- Прелюдия ми минор "Маленькая"
- Прелюдия соль мажор
- Прелюдия ре мажор (фрагмент)
- Хоральная фантазия "Nun komm, der Heiden Heiland"